# Sherwood Park
Pour les autres significations, voir Sherwood Park (circonscription électorale).
Sherwood Park est un secteur de services urbains situé à l'est d'Edmonton, la capitale de l'Alberta. C'est la ville la plus grande et la plus peuplée du comté de Strathcona.
Le groupe musical bilingue, Les Bûcherons, est originaire de cette ville.

## Personnalités liées à la ville
- Sam Steel, hockeyeur sur glace
- Kaiden Guhle, hockeyeur sur glace
- Carter Hart, hockeyeur sur glace